# Philip Leaver
Samuel Philip Leaver (* 11. Juli 1904 in London; † 1981 in Palma de Mallorca) war ein britischer Charakterschauspieler in Theater, Film und Fernsehen. Bekannt wurde er von den 1930er bis in die 1960er Jahre durch seine Rollen in Kinofilmen wie Eine Dame verschwindet, Hoffmanns Erzählungen, Eine Stadt sucht einen Mörder oder Der Arzt und die Teufel. Neben seiner Karriere als Schauspieler arbeitete er auch als Dramatiker.

## Leben und Karriere
Der 1904 in London geborene Philip Leaver studierte, nach dem Besuch der St. Pauls School, an der traditionsreichen Londoner Schauspielschule der Royal Academy of Dramatic Art. Seine erste Bühnendarstellung gab er 1924 unter dem Künstlernamen Philip Brandon. 1926 erschien er in dem Bühnenstück The Constant Nymph und 1931 als Medium Hubert Capes in dem satirischen Stück The World of Light von Aldous Huxley.
Auf der Leinwand feierte er sein Filmdebüt 1938 in Reginald Denhams Thriller Kate Plus Ten. Noch im selben Jahr besetzte ihn der Regisseur Alfred Hitchcock in seiner erfolgreichen Kriminalkomödie Eine Dame verschwindet in der Rolle des Illusionisten Signor Doppo. Von 1938 bis 1960 folgten über 20 weitere Kinoauftritte, unter anderen in Walter Fordes Kriminalfilm Inspector Hornleigh on Holiday oder in Godfrey Graysons Mysteryfilm Dr. Morelle: The Case of the Missing Heiress. 1951 spielte Leaver unter der Regie von Michael Powell und Emeric Pressburger in der Literaturverfilmung Hoffmanns Erzählungen. 1959 stand er für die Regisseure Robert S. Baker und Monty Berman für die Jack-the-Ripper-Verfilmung Eine Stadt sucht einen Mörder vor der Kamera. Im Jahr 1960 hatte er in dem Horrorfilm Der Arzt und die Teufel von Regisseur John Gilling seinen letzten Kinoauftritt.
Bereits 1947 hatte sich Philip Leaver auch dem Fernsehen zugewandt. Seit den frühen 1950er Jahren sah man ihn auch in Episoden von erfolgreichen britischen Serien. Zu seinen Auftritten in dem neuen Medium gehörten BBC Sunday-Night Theatre (1952–1958), Sherlock Holmes (1955), Sailor of Fortune (1956–1957), Crime Sheet (1959), Der Unsichtbare (1959) oder Z Cars (1963).
Neben seiner Tätigkeit als Schauspieler war Philip Leaver auch als Dramatiker aktiv. Im Jahr 1946 erschien sein Bühnenstück Sweet Yesterday, eine musikalische Romanze in drei Akten mit Lyrics von James Dyrenforth und Max Kester.

## Publikationen
- 1946: Sweet Yesterday (Bühnenstück in drei Akten)

## Filmografie (Auswahl)

### Kino
- 1938: Kate Plus Ten
- 1938: Eine Dame verschwindet (The Lady Vanishes)
- 1938: This Man Is News
- 1938: Climbing High
- 1938: Keep Smiling
- 1938: Too Many Husbands
- 1939: Inspector Hornleigh on Holiday
- 1940: Where’s That Fire?
- 1942: Alibi
- 1943: The Silver Fleet
- 1949: Dr. Morelle: The Case of the Missing Heiress
- 1951: Fünf Mädchen und ein Mann (A Tale of Five Cities)
- 1951: Hoffmanns Erzählungen (The Tales of Hoffmann)
- 1952: Mother Riley Meets the Vampire
- 1953: Martin Luther
- 1953: Spaceways
- 1954: John Wesley
- 1954: Tale of Three Women
- 1956: The Gamma People
- 1957: The Key Man
- 1957: Der Mann im Schatten (Man in the Shadow)
- 1957: The Truth About Women
- 1958: The Duke Wore Jeans
- 1959: Eine Stadt sucht einen Mörder (Jack the Ripper)
- 1960: Der Arzt und die Teufel (The Flesh and the Fiends)

### Fernsehen
- 1947: The Green Pack (Fernsehfilm)
- 1948: I Killed the Count (Fernsehfilm)
- 1952–1958: BBC Sunday-Night Theatre (Fernsehserie, 2 Episoden)
- 1953: Epitaph for a Spy (Fernsehminiserie, 6 Episoden)
- 1955: Sherlock Holmes (Fernsehserie, 1 Episode)
- 1956: Lilli Palmer Theatre (Fernsehserie, 1 Episode)
- 1956: The Count of Monte Cristo (Fernsehserie, 1 Episode)
- 1956–1957: Sailor of Fortune (Fernsehserie, 2 Episoden)
- 1957: Assignment Foreign Legion (Fernsehserie, 1 Episode)
- 1959: Crime Sheet (Fernsehserie, 1 Episode)
- 1959: Nick of the River (Fernsehserie, 1 Episode)
- 1959: Der Unsichtbare (Fernsehserie, 1 Episode)
- 1959: The Third Man (Fernsehserie, 1 Episode)
- 1959: No Hiding Place (Fernsehserie, 1 Episode)
- 1959: International Detective (Fernsehserie, 1 Episode)
- 1959: Knight Errant Limited (Fernsehserie, 1 Episode)
- 1963: Z Cars (Fernsehserie, 1 Episode)